# Апостол, Георге
Гео́рге Апо́стол (рум. Gheorghe Apostol; 16 мая 1913 — 21 августа 2010) — румынский государственный, политический и партийный деятель, генеральный секретарь Коммунистической партии Румынии (1954—1955). В 1960-е годы — один из главных соперников Чаушеску в борьбе за власть в партии, затем видный левый критик его режима.

## Биография
Железнодорожник. С 1934 года — член РКП. Близкий друг Георге Георгиу-Дежа. Несколько раз подвергался аресту, в 1937 приговорён к 3 годам заключения. Позднее оказался в концлагере Тыргу-Жиу. Согласно официальной биографии, в 1944 году при приближении советской армии якобы бежал оттуда вместе с группой соратников, чтобы вести подпольную борьбу. Тем не менее, на фотографиях, сделанных в лагере после его освобождения и многократно опубликованных, в том числе и в послереволюционной Румынии (например, в Dosarele Istoriei), он ясно виден в середине толпы освобождённых пленников.
В 1948—1969 гг. — член Политбюро ЦК РКП.
Был одним из ближайших соратников Георге Георгиу-Дежа, входил в так называемую «тюремную фракцию», которая боролась против «московской фракции» Анны Паукер.
В 1945—1952 гг. — президент генеральной конференции трудящихся Румынии (Confederaţiei Generale a Muncii). В этом качестве был одним из руководителем кровопролитного разгона монархической демонстрации 8 ноября 1945, ставшего важной вехой в установлении диктатуры РКП.
В 1948, 1950—1951 и в 1952 гг. — Председатель Великой Народной Ассамблеи Румынской Народной Республики.
В 1952—1954 гг. — первый заместитель премьер-министра СРР, одновременно в 1953—1954 гг. — министр сельского хозяйства,
в 1954—1955 гг. занимал должность Первого секретаря ЦК Румынской рабочей партии.
В 1955—1961 гг. — председатель Центрального совета румынских профсоюзов (Consiliului Central al Sindicatelor).
В 1961—1967 гг. — первый заместитель премьер-министра СРР.
В 1967—1969 гг. — вновь председатель Центрального совета румынских профсоюзов.
После прихода к власти Николае Чаушеску Апостол становится его последовательным противником и критиком с левых позиций. Чаушеску последовательно добивается понижения статуса Апостола.
В 1969—1975 гг. он председатель Государственного комитета по материальным резервам. 13 марта 1975 года снят с должности за «отклонения от морали».
В 1977—1988 гг. — посол Румынии в Аргентине и Уругвае, затем в Бразилии.
В 1988 году вернулся в Румынию и совместно с 5-ю другими ветеранами РКП и диссидентами (Александру Бырлэдяну, Силвиу Брукан, Корнелиу Мэнеску, Константин Пырвулеску и Григоре Речяну) составил открытое письмо, т. н. «письмо шести». В этом письме они обвинили действовавшего президента в нарушениях прав человека. 11 марта 1989 года оно было зачитано на «Радио „Свобода“» и «Голос Америки». Участники «группы Апостола» придерживались ещё более левых коммунистических взглядов, чем критикуемый ими Чаушеску, поэтому некоторые из членов группы были серьёзно обеспокоены тем, что обращаются за помощью к «империалистам». После этого Апостол был помещён под домашний арест и постоянно подвергался допросам. Освобождён после революции 1989 года.
Воспринял революцию негативно. Поддерживал создание неокоммунистической Соцпартии труда бывшего премьера Илие Вердеца, но в практической политике не участвовал.

## Награды
- Орден «Защита Отечества» и др.